# Villa Grimaldi
Villa Grimaldi – kompleks budynków używanych jako miejsce przesłuchań i tortur więźniów politycznych przez chilijska paramilitarną policję DINA w czasie dyktatury Augusto Pinocheta.

## Historia

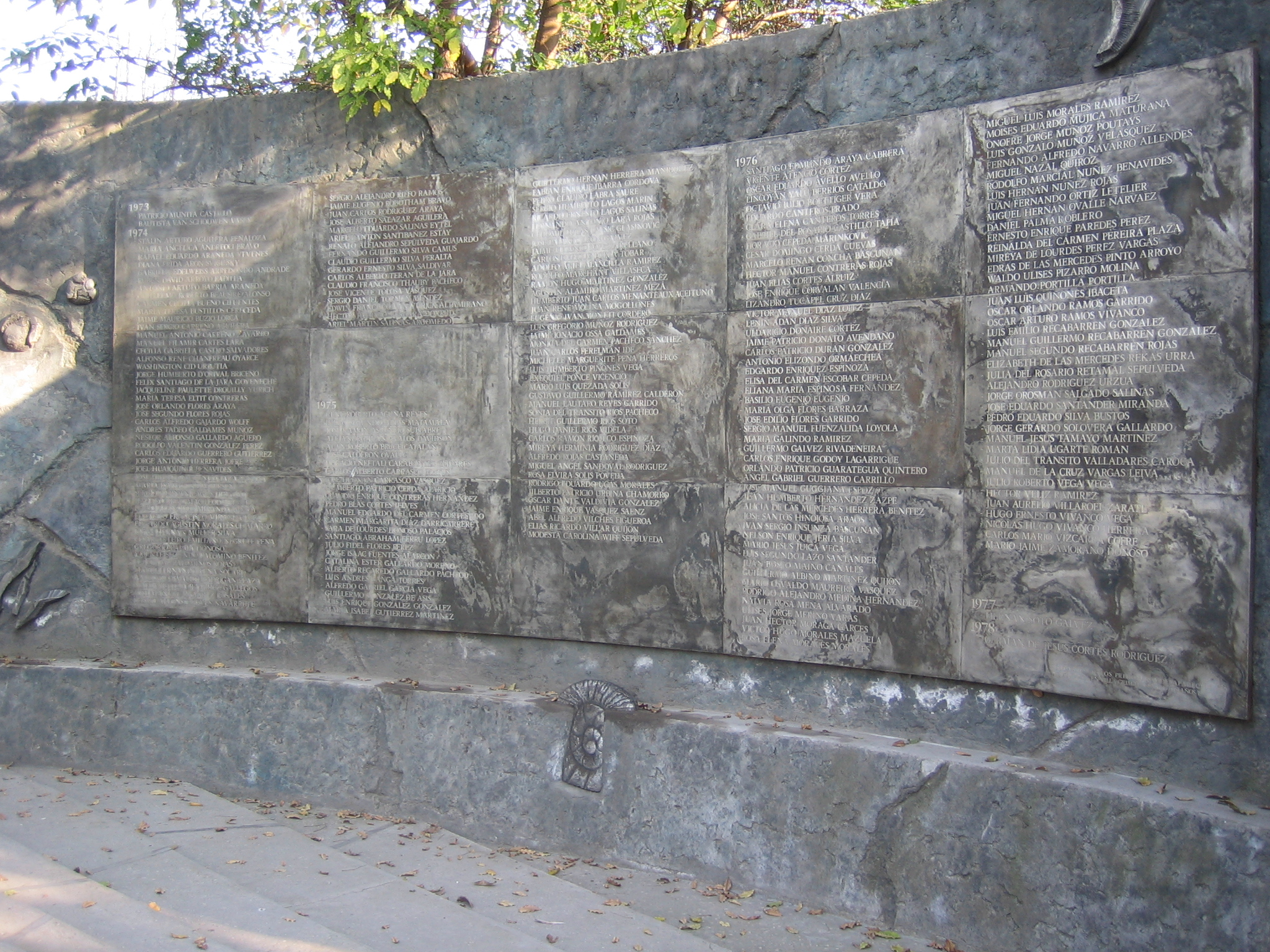
Villa Grimaldi - tablice z nazwiskami ofiar

Kompleks, położony w Peñalolén na przedmieściach Santiago, był używany w latach 1974–1978. W tym czasie przetrzymywano tam około 5 tysięcy więźniów, co najmniej 240 z nich zaginęło lub zostało zamordowanych przez DINA.
Według personelu zajmującego się Villą Grimaldi, posiadłość należała do bogatej rodziny, której córka została aresztowana przez armię, krótko po puczu w 1973 roku. Rodzina przekazała ziemie armii jako łapówkę, w zamian za wypuszczenie córki.   
Villa Grimaldi była rozległą posiadłością, rozbudowaną wówczas, by mogła spełniać nowe funkcje. Pierwsi więźniowie przybyli w połowie 1974 roku. Jednakże pełną pojemność osiągnęła pod koniec roku. Latem 1975 roku Villa Grimaldi stała się centrum operacji MIB, któremu powierzono represjonowanie mieszkańców Santiago.  
Zespoły operacyjne miały kwatery w Villi Grimaldi. Przyprowadzano tam więźniów na wstępne przesłuchania, stosowano wymyślne metody tortur. Więźniowie, którzy nie byli torturowani, także byli tam przetrzymywani, czasem przez długi okres, oczekując na nowe przesłuchania lub decyzję dotyczącą ich dalszego losu. Wraz ze wzrostem liczby więźniów, rozbudowywano obiekt. Warunki przebywania tam zależały od tego, kim był dany więzień oraz tego co, funkcjonariusze DINA chcieli osiągnąć dzięki przesłuchaniom.
W ostatnich dniach militarnego reżimu zabudowania Villi Grimaldi zostały zniszczone (wraz z budynkiem głównym pochodzącym z XIX wieku). Uważa się, że celem było zniszczenia dowodów zbrodni tam dokonanych. Narodowa Komisja Prawdy i Pojednania badając to miejsce, porównywała opisy byłych więźniów z  pozostałymi ruinami i fundamentami budynków. Obecnie na tym terenie znajduje się „Park Pokoju” - chilijski pomnik narodowy poświęcony prawom człowieka oraz pamięci ofiar funkcjonariuszy DINA. Niektóre struktury aresztu, takie jak basen czy część oryginalnego muru otaczającego obóz, zachowały się do dzisiaj, niektóre zostały odtworzone (wieża strażnicza, pojedyncze cele). Pod koniec 2006 roku pojawiły się plany budowy muzeum na terenie obozu.
”Dzień rozpoczyna się śniadaniem, które zawiera połówkę chleba oraz gorącą herbatę w metalowym kubku. Popołudniowy posiłek składa się z zupy z obierek ziemniaków i kawałków marchewki. Czasami podaje się pozostałości jedzenia agentów, wymieszane pestki oliwek, kawałki ryb i ości. Właściwie nie daje się tego przełknąć. Jęki i krzyki odbierają apetyt. Jeteśmy zmuszani do jedzenia. Podczas gdy oni nie przestają wołać ludzi na „parilla” (metoda tortur polegająca na przypiekaniu ludzi), niekończące się przesłuchania... Jest to świat kontrastu. Strażnicy grają na gitarze przy akompaniamencie jęków, podczas gdy za rogiem umiera powoli leżący na podłodze, Manuel Diaz, zwany „El Tano” …” (cytat z “La Guerra Oculta: Detenidos-Desaparecidos”, autorzy: Carmen Ortuzar i Marcela Otero, Revista Hoy)

## Aktualna sytuacja
9 sierpnia 2006 roku generał Augusto Pinochet został pozbawiony immunitetu przez chilijski sąd najwyższy. Umożliwiło to rozpoczęcie procesu za porwania i torturowanie ludzi w Villi Grimaldi, za które ponosił odpowiedzialność. 31 października 2006 roku na Pinocheta nałożono areszt domowy. Były dyktator zmarł jednak przed osądzeniem 10 grudnia 2006 roku.